# Фокс (Аляска)
Фокс (англ. Fox) — статистически обособленная местность в боро Фэрбанкс-Норт-Стар штата Аляска (США).

## География, история, описание
Фокс расположен в центральной части штата. Площадь поселения составляет 35,22 км², открытых водных пространств нет.
Фокс был основан в начале 1900-х годов как шахтёрское поселение. В начале 1970-х годах сюда из Эстера был передислоцирован ресторан Howling Dog Saloon, несмотря на то, что в Эстере проживало примерно в четыре раза больше жителей. В 1998 году Фокс стал штаб-квартирой пивоваренной компании Silver Gulch Brewing & Bottling Company. Эта компания — самая северный производитель алкоголя в США, тем более она интересна тем, что в очень многих населённых пунктах Аляски действует «сухой закон». В XXI веке Фокс является «спальным районом»: большинство трудоспособного населения ездят на работу в Фэрбанкс, расположенный примерно в 16 километрах, или на шахту Форт-Нокс
Через поселение проходят автодороги Шоссе Эллиотта и Шоссе Стиз.

## Демография
2010 год
По переписи 2010 года в Фоксе проживали 417 человек: 246 мужского пола и 171 женского. Средний возраст жителя составил 41,3 года, при среднем показателе по штату 35,3 года. Расовый состав: белые — 78,9 %, эскимосы — 7,2 %, азиаты — 0,7 %, негры и афроамериканцы — 0,2 %, смешанные расы — 7,4 %, уроженцы тихоокеанских островов — 0,2 %, латиноамериканцы — 5,3 %.

О происхождении своих предков жители сообщили следующее: немцы — 34,9 %, ирландцы — 6,5 %, русские — 3 %, французы и шотландцы — по 1,3 %.

Опрос жителей старше 15 лет показал, что 12,9 % из них не состоят в браке и никогда в нём не были, 65 % состояли в браке и жили совместно, 22 % находились в разводе. Не было ни одного человека, который бы вдовствовал или состоял в браке, но жил раздельно.

7,6 % жителей были младше 18 лет, 2,1 % — старше 60 лет.
2012 год
По оценкам 2012 года средний доход домохозяйства Фокса составлял 68 508 долларов в год, при среднем показателе по штату 67 712 долларов; на душу населения — 35 582 доллара в год.
2014 год
По данным на июнь 2014 года безработица в Фоксе составляла 6,1 %, при среднем показателе по штату 6,7 %. Количество жителей оценивалось в 670 человек.